# Sachsenhagen
Sachsenhagen város Németországban, azon belül Alsó-Szászország tartományban. A Samtgemeinde Sachsenhagen székhelye. Lakosainak száma 1973 fő (2023. december 31.). Sachsenhagen Lauenhagen, Hagenburg és Pollhagen községekkel határos.

## Népesség
A település népességének változása:
| Lakosok száma | 1985 | 1911 | 1929 | 1934 | 1972 | 1983 | 2005 | 1973 |
|               | 2010 | 2015 | 2016 | 2017 | 2019 | 2021 | 2022 | 2023 |

## Képek

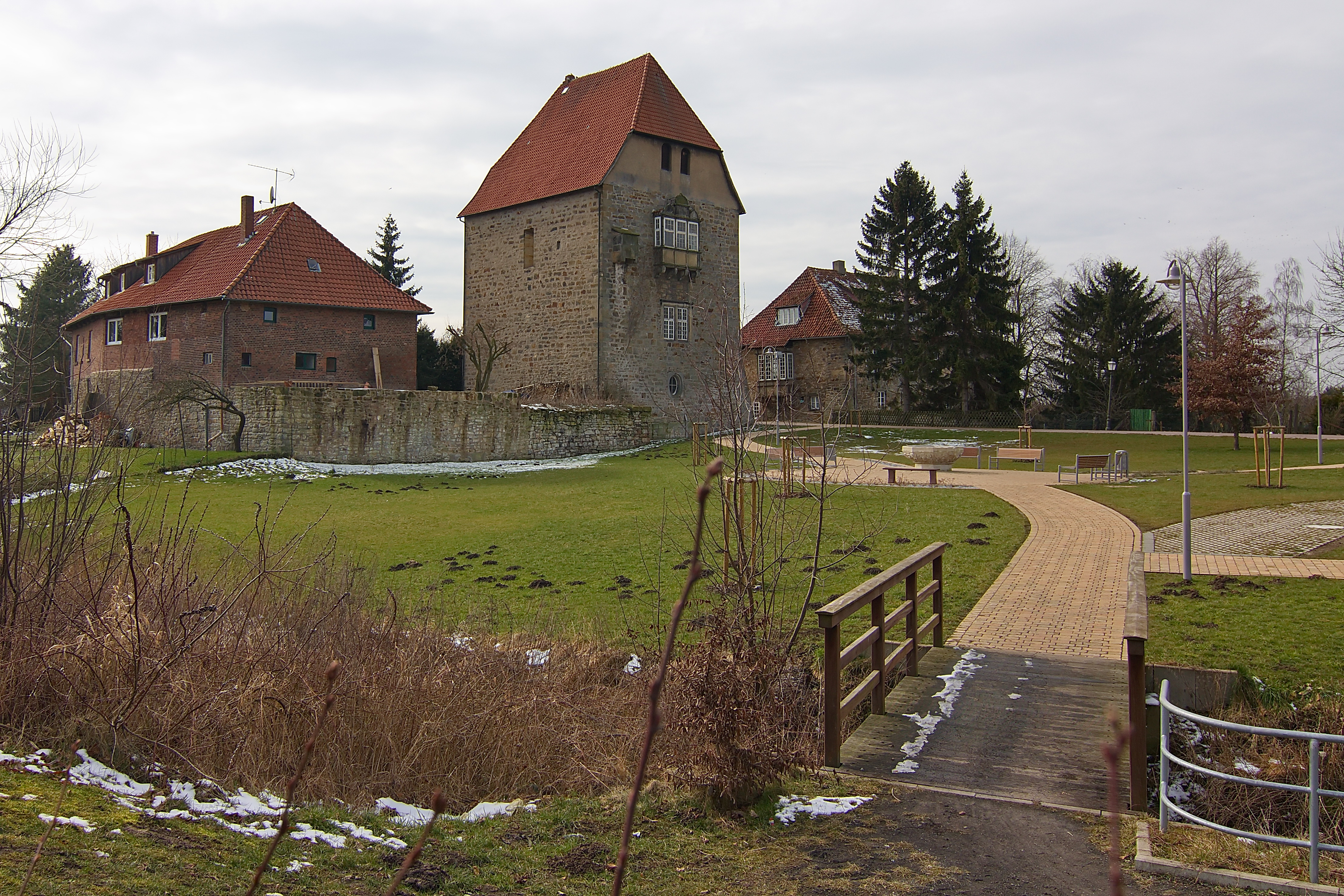
A kastély
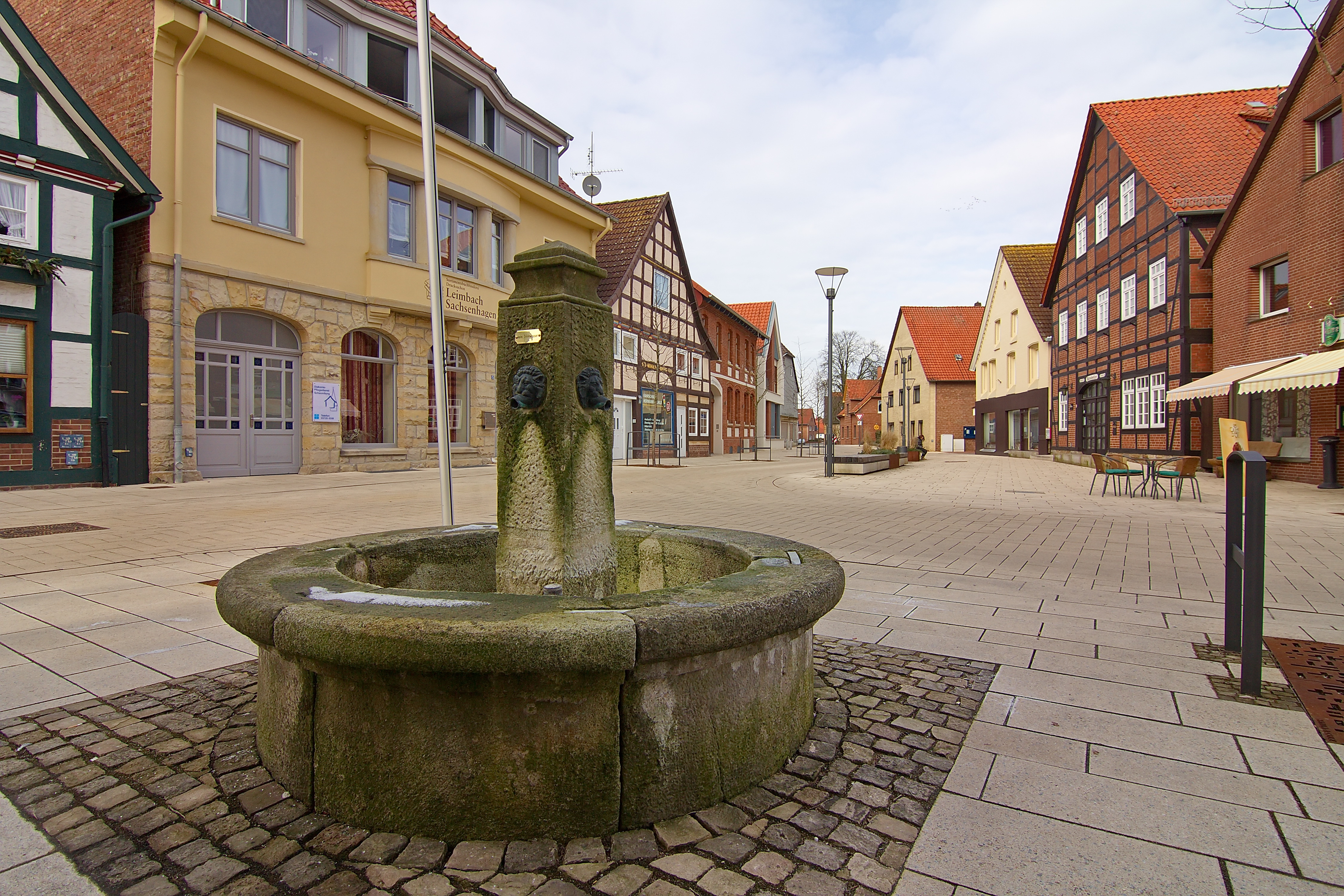
A piactér
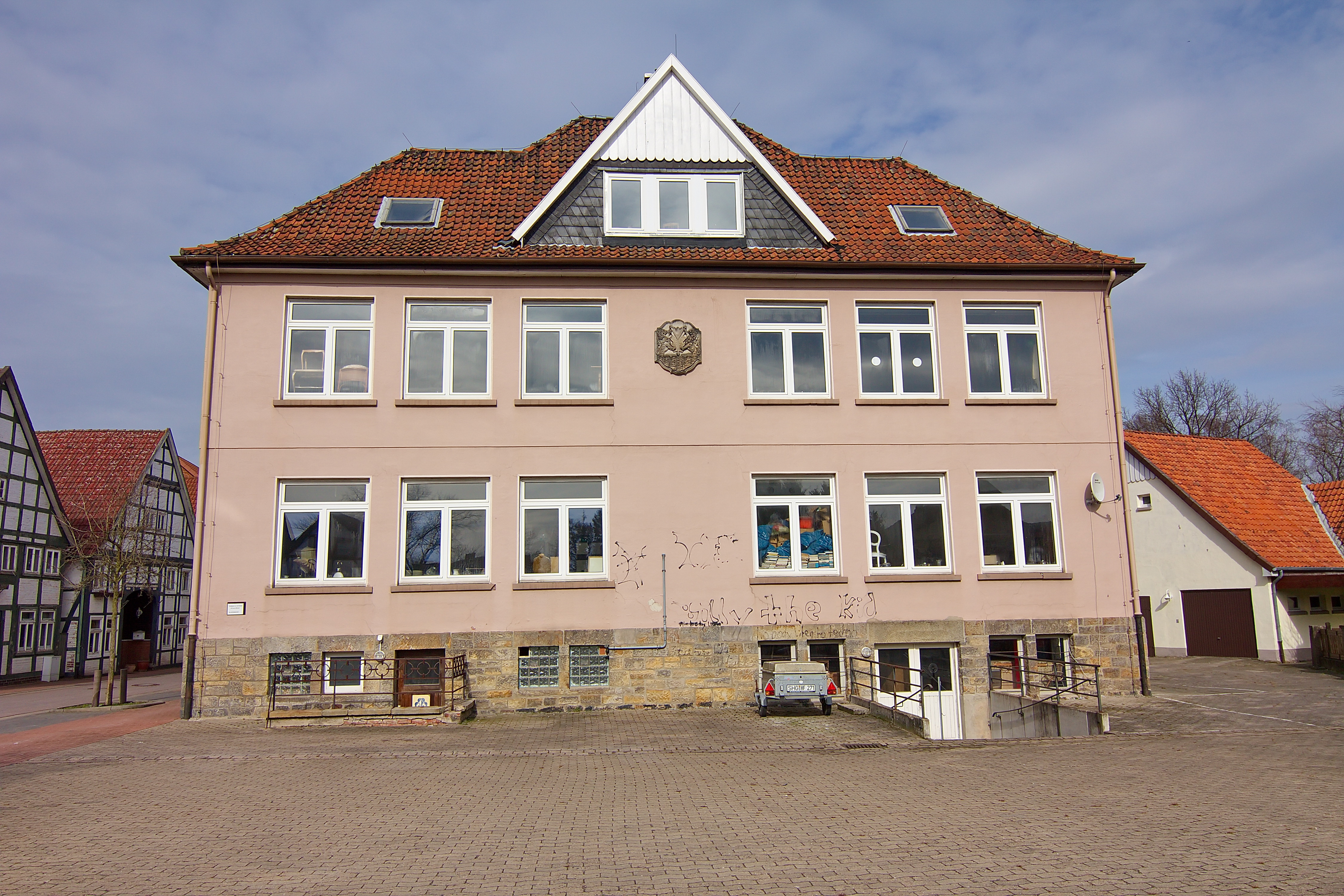
A volt iskola és könyvtár
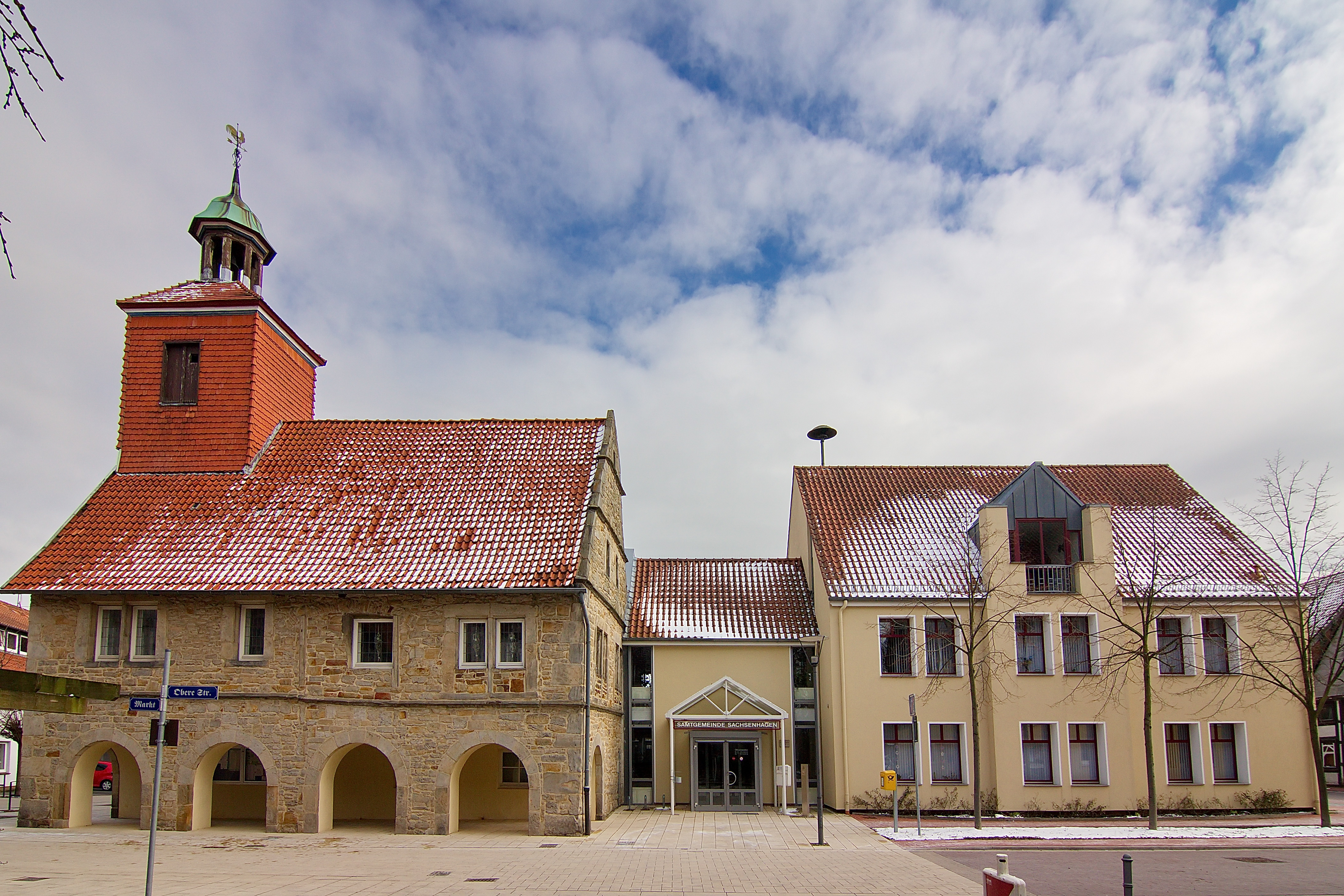
A régi tanácsház
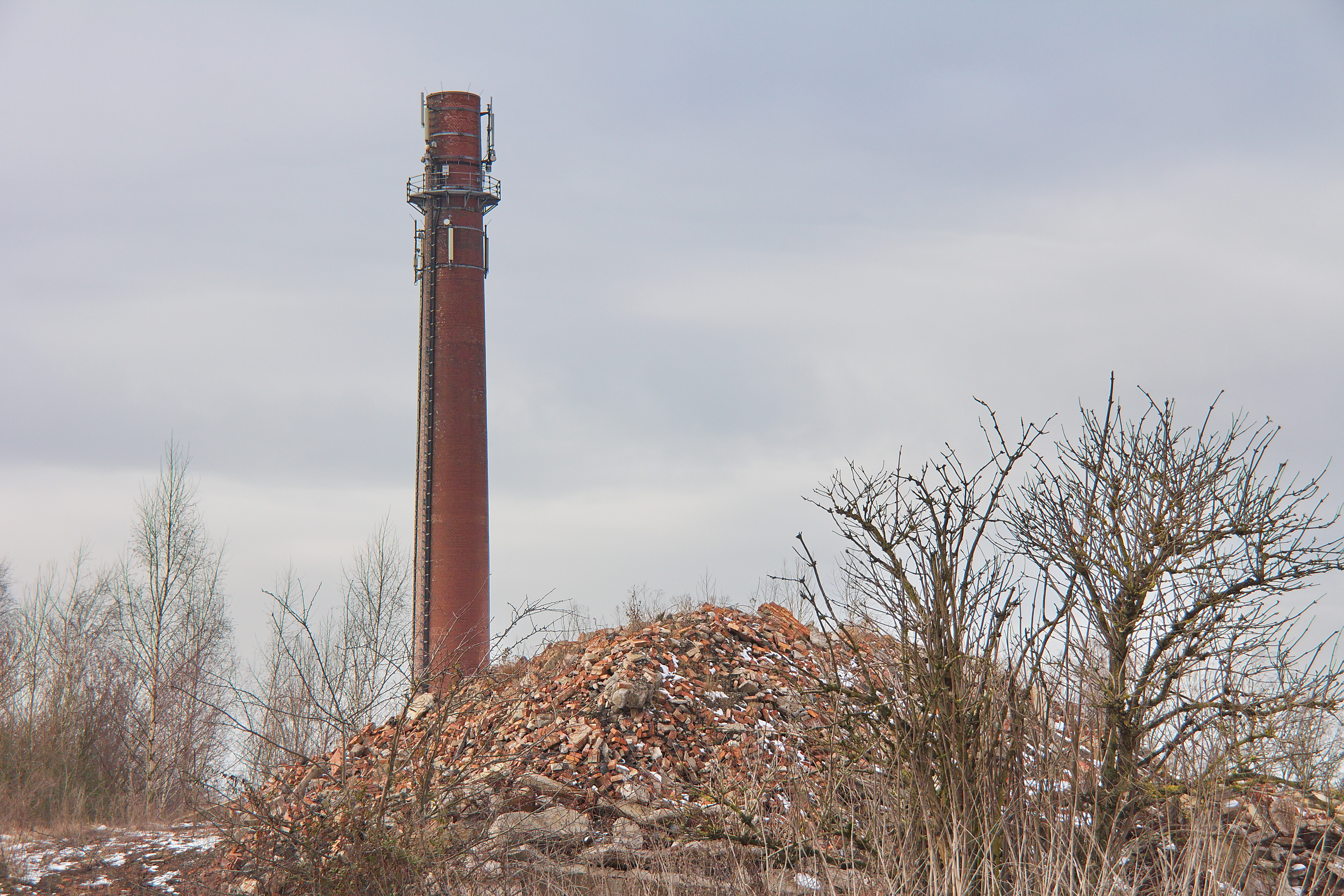
A régi téglagyár kéménye
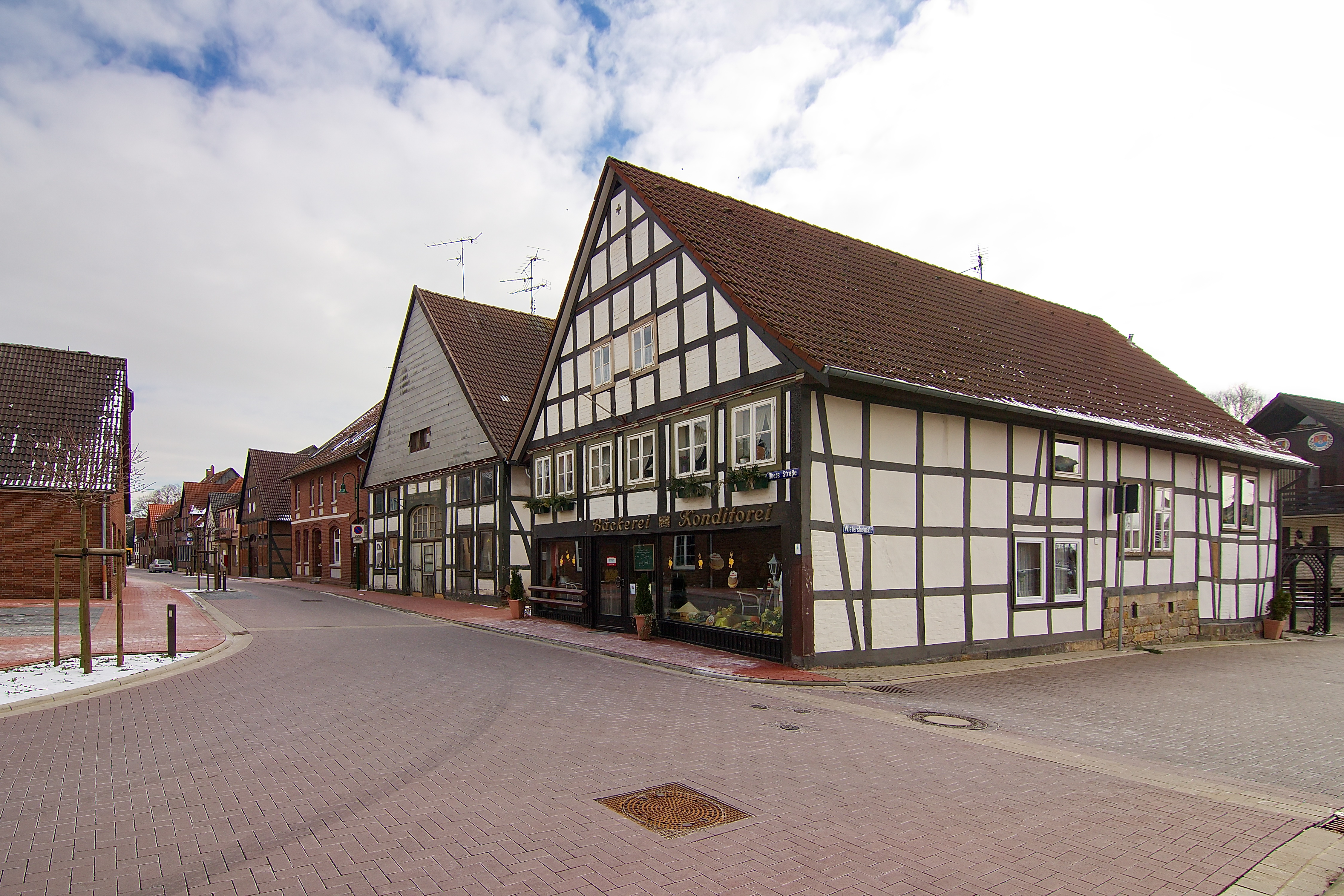
Utcakép
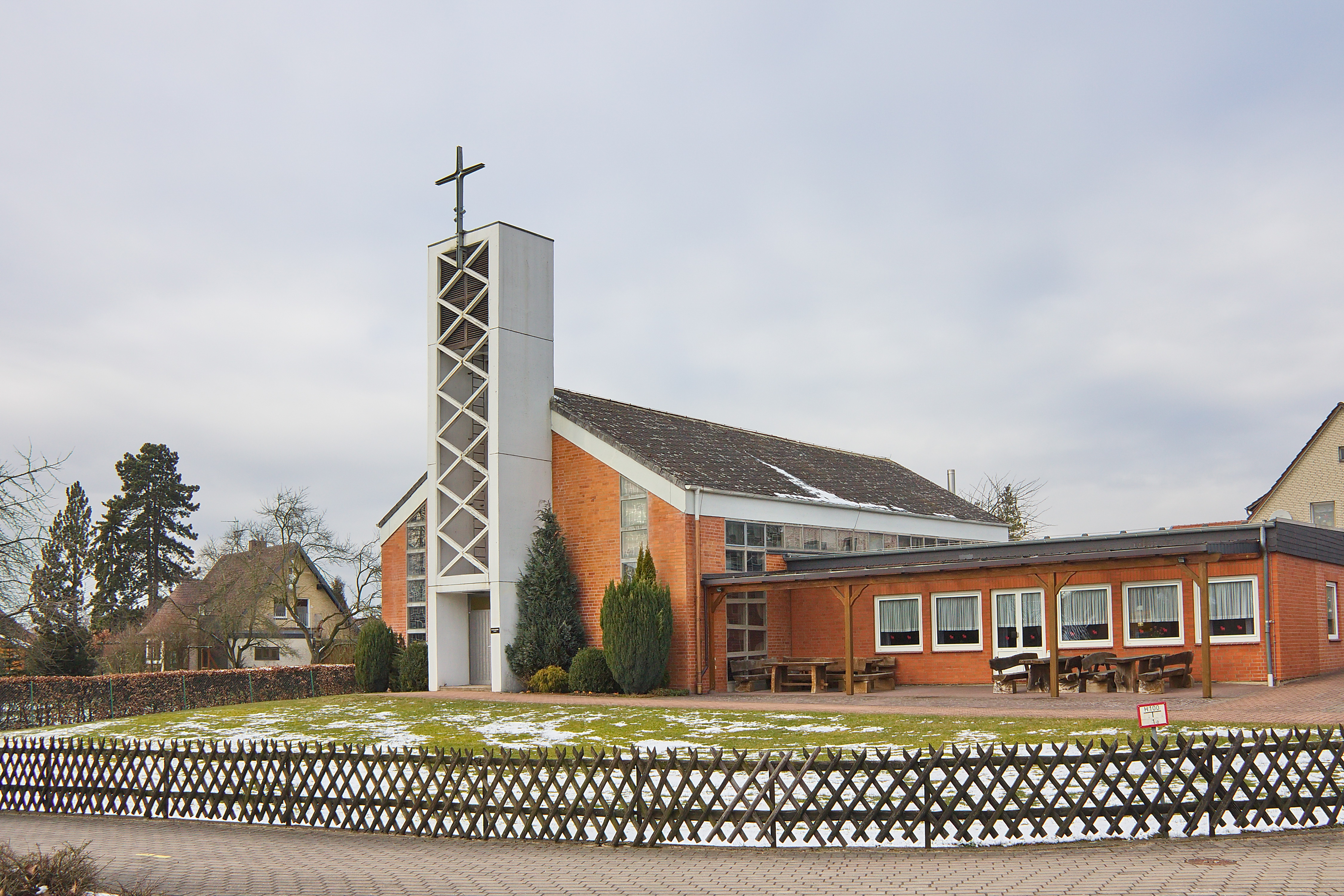
Herz-Jesu-Kirche
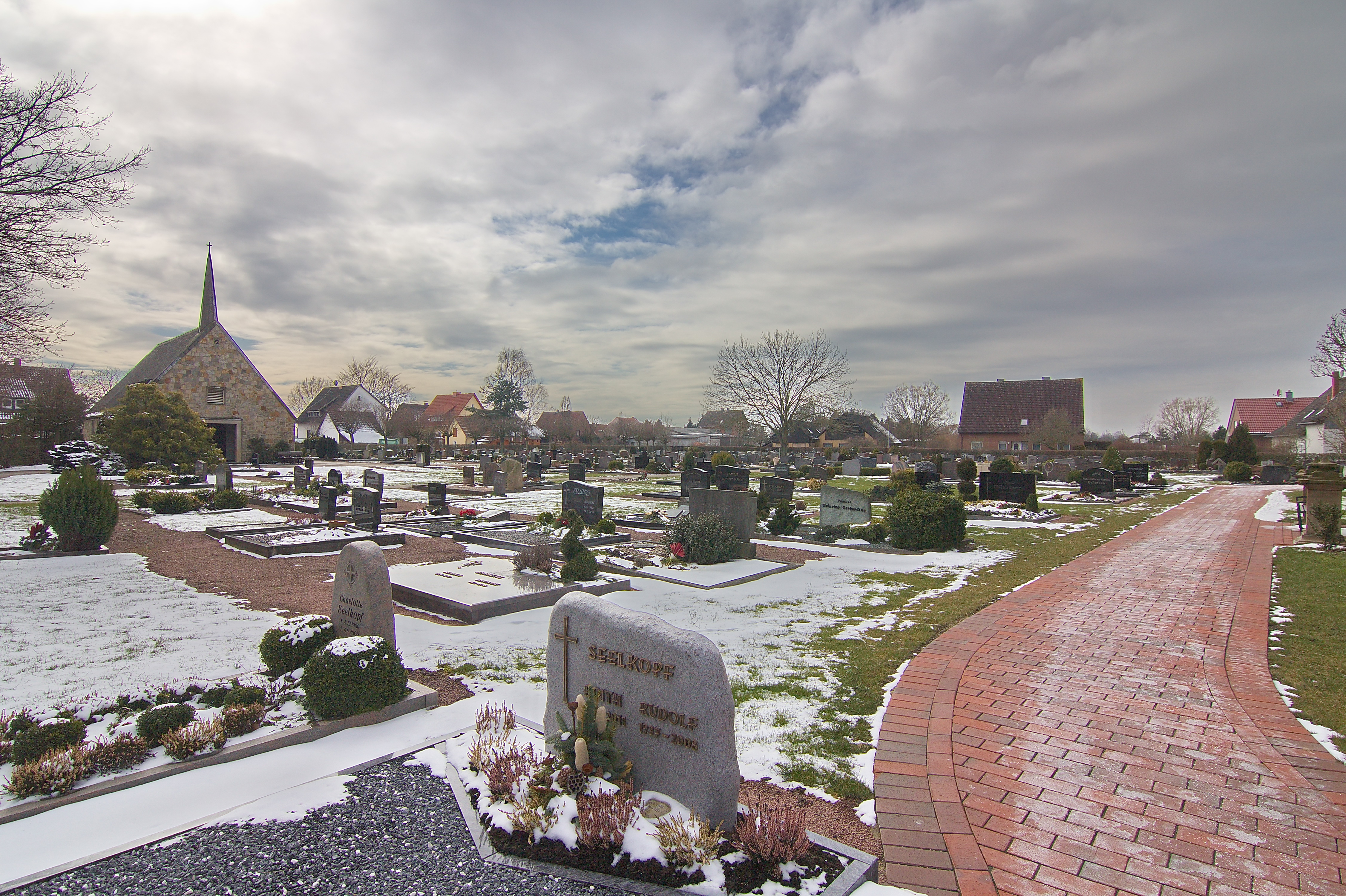
A temető
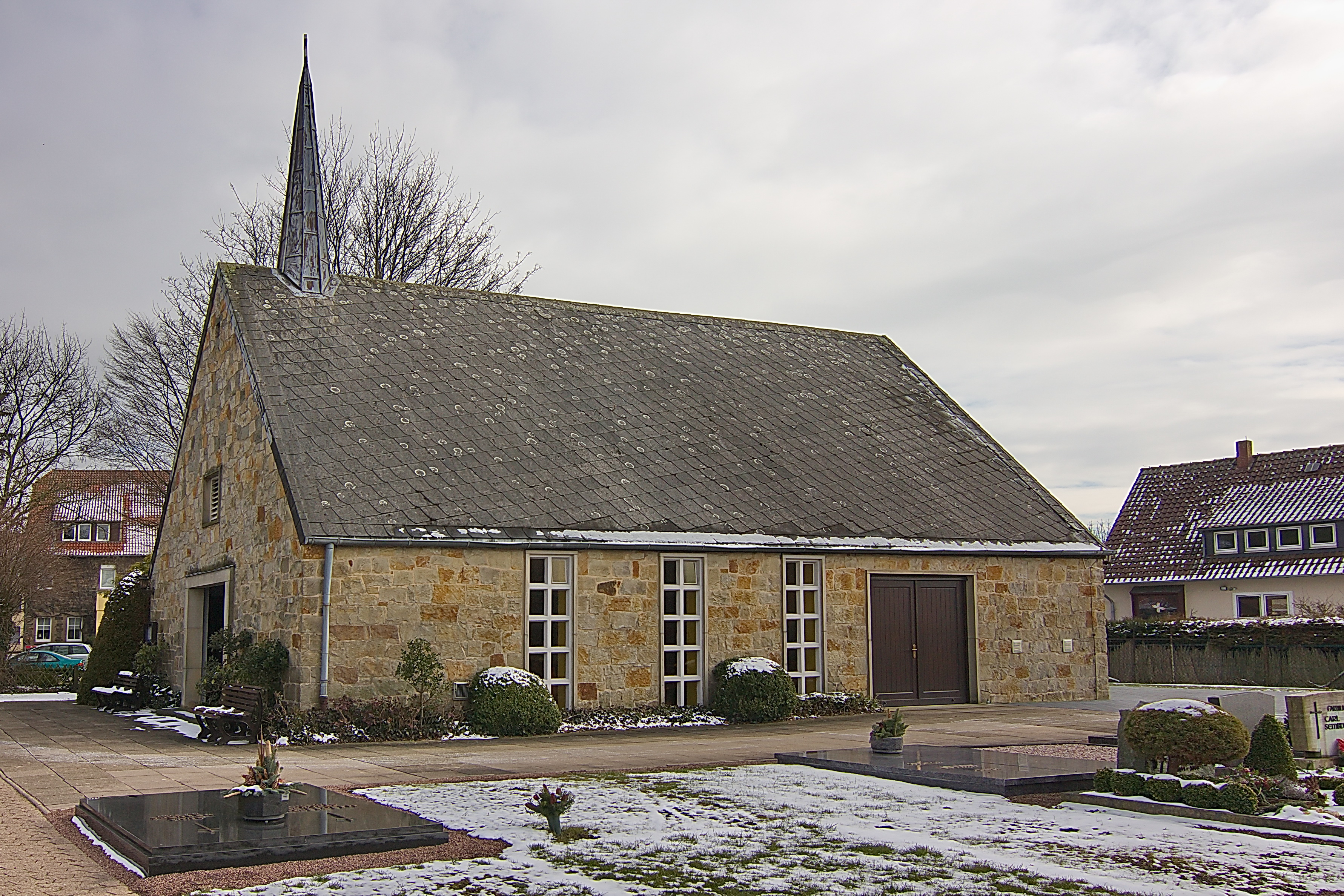
A kápolna a temetőn
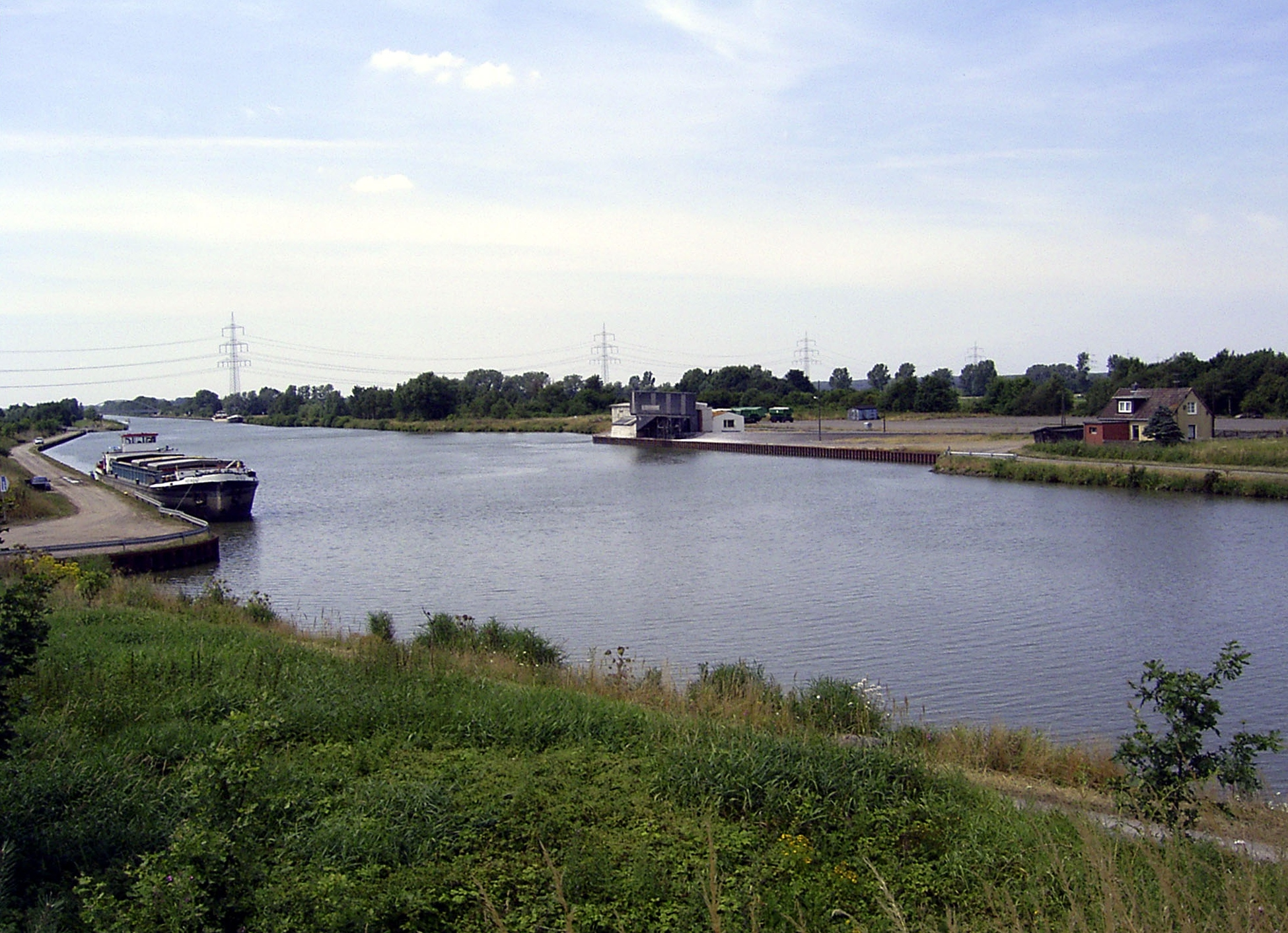
A kikötő